# Петрунићи
Петрунићи је насељено место у Карловачкој жупанији у Хрватској. Административно припада општини Генералски Стол.

## Становништво
Према попису становништва из 2001. године, насеље је имало 28 становника у 12 породичних домаћинстава.
Кретање броја становника по пописима 1857—2001.
| година пописа  | 1857. | 1869. | 1880. | 1890. | 1900. | 1910. | 1921. | 1931. | 1948. | 1953. | 1961. | 1971. | 1981. | 1991. | 2001. |
| бр. становника | 89    | 94    | 87    | 93    | 94    | 97    | 101   | 105   | 113   | 115   | 117   | 95    | 83    | 52    | 28    |

- Напомена

До 1900. исказивано под именом Петрунићи Село.